# Scharendijke
Scharendijke es una localidad de la provincia de Zelanda (Países Bajos). Está situada en el municipio de Schouwen-Duiveland, a 24 km al oeste de Hellevoetsluis. En 2005 la población de su área administrativa ascendía a 1.370 personas.